# پوما رانرا (لیما)
پوما رانرا (به اسپانیایی: Puma Ranra) یک کوه در پرو است که در Peru, Lima Region واقع شده‌است. پوما رانرا ۵٬۲۰۰ متر بالاتر از سطح دریا واقع شده‌است.